# Castrum Group
Castrum Group este un grup de companii din România care au ca obiect de activitate de la construcți civile și industriale până la închirieri de spații comerciale.
Grupul de firme Castrum este format din șapte companii: Castrum Corporation Negrești Oaș (în domeniul construcțiilor civile și industriale), Castrum Electric București (lucrări pe rețele de înaltă, medie și joasă tensiune în domeniul electricității), Auto Cobălcescu București (concesionar Renault și Dacia, service auto și activități de taximetrie), Comat-Auto SA București (închirieri de spații comerciale și servicii adiacente), Saturn Satu-Mare (producător de confecții metalice), Metecom Satu Mare - în domeniul comerțului cu amănuntul (retail) și Vastex Vaslui (producator de fire, țesături și confecții textile).
În anul 2003 grupul număra aproximativ 3.200 de angajați .